# Parasynegia punctifera
Parasynegia punctifera är en fjärilsart som beskrevs av Butler 1882. Parasynegia punctifera ingår i släktet Parasynegia och familjen mätare. Inga underarter finns listade i Catalogue of Life.